# Thomas Schmieder
Thomas Schmieder (* 1980 in Karl-Marx-Stadt) ist ein deutscher Schauspieler und Unternehmer.

## Leben
Von 2000 bis 2002 studierte er Schauspiel an der Hochschule für Musik und Theater Leipzig. Anschließend spielte er Haupt- und Nebenrollen in verschiedenen Film- und Serienproduktionen. Seit 2009 hat er eine leitende Position im Forschungsbereich Videospiele und interaktives TV an der Hochschule Mittweida.

## Filmografie
- 2001: Grau (Kurzfilm)
- 2003: Tatort – Hexentanz
- 2003: Die Klasse von ’99 – Schule war gestern, Leben ist jetzt
- 2004: Die Nacht der lebenden Loser
- 2005: Weltverbesserungsmaßnahmen
- 2005: The Piano Tuner of Earthquakes
- 2006: Zwei zum Fressen gern
- 2006: Unser Charly
- 2010: Drei Patienten